# Cuencas entre quebrada Carrizal y costeras hasta río Huasco
Cuencas entre quebrada Carrizal y costeras hasta río Huasco es el nombre dado al ítem 037 del inventario de cuencas de Chile (BNA) ubicado plenamente en la Región de Atacama. En el inventario de cuencas de Chile (DARH) se ha reunido los ítems 035, 036 y 037 del BNA en un solo ítem, el número 0306.
| [[File:Cuenca-034-035-036-037-B.svg\|700px\|alt={{{Alt\|Cuencas costeras entre el río Copiapó y la quebrada del Totoral, en su definición del inventario BNA.]] File:Cuenca-034-035-036-037-B.svgCuencas costeras entre el río Copiapó y la quebrada del Totoral, en su definición del inventario BNA. |

## Límites
Los extremos de la cuenca alcanzan los 29°3′ S, 28°31′ S y 70°11′ O y 70°32′ O. Posee un área de 2.400 km² aproximadamente y un perímetro del orden de 240 km.: 5 

## Geomorfología
Su altitud media es cercana a los 530 m s. n. m.: 5 

## Población
Las localidades más grandes emplazados en el ítem son Carrizal Bajo y Canto de Agua, otras localidades son Los Toyos, Los Pozos o Llanos del Lagarto.: 8 

## Subdivisiones
El inventario DARH enlista en el ítem 0306 tres ítems del inventario BNA (035, 036 y 037), que están en la siguiente lista. Las del ítem BNA 037 están sobre un trasfondo más oscuro:
| Código      | Nombre                                                                       | Código en mapa                                  | Tipología de cuenca                             | Vertiente de cuenca                             | Origen de cuenca                                | Temperatura media anual (C°)                    | Temperatura máxima (C°)                         | Temperatura mínima (C°)                         | Precipitación anual (mm)                        | Número de estaciones fluviométricas             | Número de estaciones pluviométricas             | Área (km²)                                      |
| ----------- | ---------------------------------------------------------------------------- | ----------------------------------------------- | ----------------------------------------------- | ----------------------------------------------- | ----------------------------------------------- | ----------------------------------------------- | ----------------------------------------------- | ----------------------------------------------- | ----------------------------------------------- | ----------------------------------------------- | ----------------------------------------------- | ----------------------------------------------- |
| 0306        | Cuencas Costeras entre Río Copiapó y Río Huasco                              | Cuencas Costeras entre Río Copiapó y Río Huasco | Cuencas Costeras entre Río Copiapó y Río Huasco | Cuencas Costeras entre Río Copiapó y Río Huasco | Cuencas Costeras entre Río Copiapó y Río Huasco | Cuencas Costeras entre Río Copiapó y Río Huasco | Cuencas Costeras entre Río Copiapó y Río Huasco | Cuencas Costeras entre Río Copiapó y Río Huasco | Cuencas Costeras entre Río Copiapó y Río Huasco | Cuencas Costeras entre Río Copiapó y Río Huasco | Cuencas Costeras entre Río Copiapó y Río Huasco | Cuencas Costeras entre Río Copiapó y Río Huasco |
| 030600      | Costeras entre Río Copiapó y Quebrada Seca                                   | 0                                               | Exorreica                                       | Pacífico                                        | Pluvial                                         | 16.2                                            | 24.4                                            | 8.6                                             | 33.1                                            | 0                                               | 0                                               | 114.2                                           |
| 030601      | Quebrada Seca                                                                | 0                                               | Exorreica                                       | Pacífico                                        | Pluvial                                         | 15.2                                            | 24.3                                            | 6.7                                             | 29.9                                            | 0                                               | 0                                               | 1006.9                                          |
| 030602      | Costeras entre Quebrada Seca y Quebrada Totoral                              | 0                                               | Exorreica                                       | Pacífico                                        | Pluvial                                         | 16.1                                            | 25.1                                            | 7.7                                             | 31.0                                            | 0                                               | 0                                               | 1071.2                                          |
| 030603      | Quebrada Totoral                                                             | 0                                               | Exorreica                                       | Pacífico                                        | Pluvial                                         | 14.9                                            | 24.4                                            | 5.9                                             | 32.8                                            | 0                                               | 1                                               | 1582.6                                          |
| 03060300    | Quebrada Cachiyuyo                                                           | 52                                              | Exorreica                                       | Pacífico                                        | Pluvial                                         | 11.8                                            | 21.6                                            | 2.2                                             | 34.2                                            | 0                                               | 0                                               | 1152.3                                          |
| 03060301    | Quebrada Boquerones (Algarrobal) entre Quebrada Las Cuñas y Quebrada Totoral | 53                                              | Exorreica                                       | Pacífico                                        | Pluvial                                         | 13.9                                            | 24.0                                            | 4.4                                             | 37.0                                            | 0                                               | 0                                               | 866.0                                           |
| 0306030100  | Quebrada Las Cunas                                                           | 54                                              | Exorreica                                       | Pacífico                                        | Pluvial                                         | 9.8                                             | 19.7                                            | 0.2                                             | 38.4                                            | 0                                               | 0                                               | 279.1                                           |
| 03060301000 | Quebrada Pozo seco                                                           | 55                                              | Exorreica                                       | Pacífico                                        | Pluvial                                         | 7.3                                             | 16.9                                            | -1.8                                            | 43.8                                            | 0                                               | 0                                               | 365.7                                           |
| 03060301001 | Quebrada Vaca Seca                                                           | 56                                              | Exorreica                                       | Pacífico                                        | Pluvial                                         | 6.3                                             | 15.9                                            | -2.9                                            | 50.8                                            | 0                                               | 0                                               | 464.0                                           |
| 0306030101  | Quebrada Algarrobal hasta junta Quebrada Las Cunas                           | 57                                              | Exorreica                                       | Pacífico                                        | Pluvial                                         | 7.5                                             | 17.4                                            | -1.9                                            | 50.6                                            | 0                                               | 0                                               | 581.7                                           |
| 03060301010 | Quebrada sin nombre hacia Quebrada Algarrobal                                | 58                                              | Exorreica                                       | Pacífico                                        | Pluvial                                         | 6.4                                             | 16.2                                            | -2.9                                            | 49.2                                            | 0                                               | 0                                               | 126.7                                           |
| 03060301011 | Quebrada El Molle                                                            | 59                                              | Exorreica                                       | Pacífico                                        | Pluvial                                         | 6.9                                             | 16.8                                            | -2.5                                            | 46.6                                            | 0                                               | 0                                               | 306.1                                           |
| 030604      | Costeras entre Quebradas Totoral y Carrizal                                  | 0                                               | Exorreica                                       | Pacífico                                        | Pluvial                                         | 15.8                                            | 25.0                                            | 7.6                                             | 36.8                                            | 0                                               | 0                                               | 267.9                                           |
| 030605      | Quebrada Carrizal                                                            | 0                                               | Exorreica                                       | Pacífico                                        | Pluvial                                         | 15.9                                            | 25.7                                            | 7.1                                             | 39.5                                            | 0                                               | 1                                               | 1322.5                                          |
| 03060500    | Quebrada Chacritas                                                           | 60                                              | Exorreica                                       | Pacífico                                        | Pluvial                                         | 14.0                                            | 24.3                                            | 4.4                                             | 43.2                                            | 0                                               | 0                                               | 638.1                                           |
| 030606      | Quebrada de Carrizalillo                                                     | 0                                               | Exorreica                                       | Pacífico                                        | Pluvial                                         | 15.5                                            | 25.4                                            | 6.6                                             | 44.4                                            | 0                                               | 0                                               | 455.6                                           |

El inventario BNA enlista solo la cuenca 037 como sigue:
| Cuenca                                                                 | Subcuenca | Subsubcuenca | Aguas                                                       | Área drenaje km² | Observaciones |
| ---------------------------------------------------------------------- | --------- | ------------ | ----------------------------------------------------------- | ---------------- | ------------- |
| 037 Cuencas entre Quebrada Carrizal y costeras hasta Río Huasco (mapa) |           |              |                                                             |                  |               |
| 037                                                                    | 0370      | 03700        | Quebrada Chacritas                                          | 629              |               |
| 037                                                                    | 0370      | 03701        | Quebrada Carrizal Entre Quebrada Chacritas y Desembocadura  | 1342             |               |
| 037                                                                    | 0370      | 03702        | Quebrada de Carrizalillo                                    | 443              |               |
| total:                                                                 | 1         | 3            | Región: III (100%) / Tipo: Exorreica / Desemb.: O. Pacífico | 2414             |               |

## Hidrología

Diagrama unifilar de las cuencas entre río Copiapó y río Huasco o ítems 035, 036 y 037 del inventario BNA de cuencas de Chile.

### Red hidrográfica
Los cuerpos de agua considerados en esta categoría son:

### Caudales y régimen
Los caudales son de carácter efímero, y logran llegar al mar solo con lluvias intensas, las que ocurren en la zona de llano y en la zona costera debido a la influencia de la misma y se concentran en la temporada de invierno.: 5 

### Humedales
- Humedal costero Carrizal Bajo

### Desaladoras y otras fuentes
En la Región de Atacama se contabilizaron durante la preparación de laobra citada, 11 desaladoras,sin embargo, ninguna de ellas en el ítem 037, tampoco hay conductos desde las desaladoras hacia las cuencas del ítem.: 76–77 
No hay infraestructura para la captación de nubes o neblinas.: 70 

## Clima

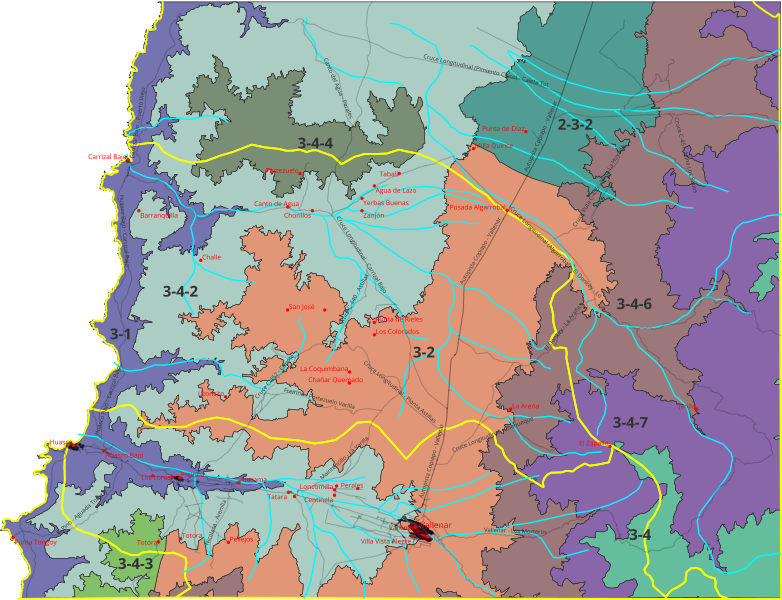
Distritos agroclimáticos en el ítem 037 del inventario (BNA).

El Atlas agroclimático de Chile distingue cinco distritos agroclimáticos en las cuencas del ítem 037:
- 3-1 Desierto con influencia marina y régimen de humedad xérico (BWnXe). La temperatura oscila entre un máximo de enero de 23,6 °C (máx de 26 °C y mín de 21,7 °C dentro del distrito) y un mínimo de julio de 8,3 °C (máx de 8,9 °C y mín de 6,2 °C dentro del distrito). En todo el año no tiene heladas. El periodo de temperaturas favorables a la actividad vegetativa dura 12 meses. Registra anualmente 1.887 días grado y 47 horas de frío acumuladas hasta el 31 de julio. La precipitación media anual es de 28 mm y un periodo seco de 12 meses, con un déficit hídrico de 1.374 mm/año. El período húmedo dura 0 meses durante los cuales se produce un excedente hídrico de 0 mm.
- 3-4-2 Desierto con influencia marina y régimen de humedad Xérico (BWnXe). La temperatura oscila entre un máximo de enero de 26,3 °C (máx de 28,7 °C y mín de 23,4 °C dentro del distrito) y un mínimo de julio de 7,4 °C (máx de 9,5 °C y mín de 4,5 °C dentro del distrito). Tiene un promedio de 345 días consecutivos libres de heladas. En el año se registra un promedio de 0 heladas. El periodo de temperaturas favorables a la actividad vegetativa dura 12 meses. Registra anualmente 2.065 días grado y 91 horas de frío acumuladas hasta el 31 de julio. La precipitación media anual es de 66 mm y un periodo seco de 12 meses, con un déficit hídrico de 1.382 mm/año. El período húmedo dura 0 meses durante los cuales se produce un excedente hídrico de 0 mm.
- 3-2 Desierto con influencia marina y régimen de humedad Xérico (BWnXe). La temperatura oscila entre un máximo de enero de 28,5 °C (máx de 30,7 °C y mín de 26,7 °C dentro del distrito) y un mínimo de julio de 6,3 °C (máx de 8,8 °C y mín de 6 °C dentro del distrito). Tiene un promedio de 339 días consecutivos libres de heladas. En el año se registra un promedio de 2 heladas. El periodo de temperaturas favorables a la actividad vegetativa dura 12 meses. Registra anualmente 2.195 días grado y 168 horas de frío acumuladas hasta el 31 de julio. La precipitación media anual es de 37 mm y un periodo seco de 12 meses, con un déficit hídrico de 1.650 mm/año. El período húmedo dura 0 meses durante los cuales se produce un excedente hídrico de 0 mm.
- 3-4-6 Desierto interior y régimen de humedad xérico (BWXe). La temperatura oscila entre un máximo de enero de 29,4 °C (máx de 32 °C y mín de 26 °C dentro del distrito) y un mínimo de julio de 5,4 °C (máx de 7,7 °C y mín de 3,8 °C dentro del distrito). Tiene un promedio de 282 días consecutivos libres de heladas. En el año se registra un promedio de 4 heladas. El periodo de temperaturas favorables a la actividad vegetativa dura 12 meses. Registra anualmente 2.233 días grado y 245 horas de frío acumuladas hasta el 31 de julio. La precipitación media anual es de 41 mm y un periodo seco de 12 meses, con un déficit hídrico de 1.787 mm/año. El período húmedo dura 0 meses durante los cuales se produce un excedente hídrico de 0 mm.
- 3-4-7 Desierto interior y régimen de humedad xérico (BWXe). La temperatura oscila entre un máximo de enero de 27,6 °C (máx de 31,9 °C y mín de 24 °C dentro del distrito) y un mínimo de julio de 3,6 °C (máx de 6,1 °C y mín de 1,1 °C dentro del distrito). Tiene un promedio de 204 días consecutivos libres de heladas. En el año se registra un promedio de 20 heladas. El periodo de temperaturas favorables a la actividad vegetativa dura 12 meses. Registra anualmente 1.790 días grado y 598 horas de frío acumuladas hasta el 31 de julio. La precipitación media anual es de 41 mm y un periodo seco de 12 meses, con un déficit hídrico de 1.979 mm/año. El período húmedo dura 0 meses durante los cuales se produce un excedente hídrico de 0 mm.

Diagrama Walter Lieth para la ciudad de Huasco, en el extremo sur del ítem 037. (En inglés).

Los diagramas Walter Lieth muestran con un área azul los periodos en que las precipitaciones sobrepasan la cantidad de agua que el calor del sol evapora en el mismo lapso de tiempo, (un promedio de 10 °C mensuales evaporan 20 mm de agua caída) dejando un clima húmedo. Por el contrario, las zonas amarillas indican que durante ese tiempo el agua caída puede ser evaporada por el calor del sol. El área gris señala meses muy húmedos. En las cuencas del ítem 037 no caen suficientes lluvias para lograr un espacio húmedo,todo el año es de zona seca.

## Actividades económicas
La minería, la agricultura y un incipiente turismo son las principales actividades económicas en las cuencas del ítem 037. Se contabilizan 73 faenas mineras con una mayoría de 44 extracciones de cobre. También hay de hierro, oro, plata, molibdeno y carbonato de calcio.: 23 

## Áreas bajo protección oficial y conservación de la biodiversidad
La página web del Ministerio del Medio Ambiente de Chile señala las siguientes áreas protegidas: el parque nacional Llanos de Challe, el humedal costero Carrizal Bajo, el sitio prioritario estuario río Huasco y Carrizal y la zona desierto florido.